# Scintigraphie rénale
La scintigraphie rénale est une technique de médecine nucléaire permettant une imagerie de la fonction rénale. Elle consiste en l'injection d'un radiopharmaceutique capté par les reins et la réalisation d'images à l'aide d'une gamma caméra.

## Principe
Il existe plusieurs radiopharmaceutiques permettant d'effectuer une scintigraphie rénale (123I-hippuran, 99mTC-MAG3,99mTc-DMSA. Une fois injecté, le 123I-hippuran et le 99mTC-MAG3 sont rapidement filtrés par les glomérules rénaux et, pour le 123I-hippuran, également excrété par les tubules rénaux. Cette phase d'accumulation parenchymateuse est suivie d'une phase d'élimination avec l'apparition progressive d'urine radio-marquée dans le bassinet, l'uretère et la vessie.

## Indications
- Recherche de cicatrices après une pyélonéphrite.
- Evaluation de l'écoulement urinaire (malformations congénitales, obstruction)
- Recherche de reflux vésico-urétéral
- Bilan avant don de rein (évaluation de la fonction de chaque rein)
- Bilan après greffe rénale (recherche de rejet, recherche de fuite urinaire)

## Déroulement de l'examen
Il n'y a pas besoin d'être à jeun ; au contraire, une bonne hydratation avant l'examen est recommandée. Le patient est installé, allongé sur une table d'examen, avec une gamma caméra centrée sur l'abdomen. Une séquence d'images dynamique est débutée immédiatement après l'injection, permettant de suivre les phases d'accumulation puis d'élimination du traceurs. Selon la nécessité clinique, une hydratation intraveineuse et/ou l'administration d'un diurétique peut être effectuée. Une fois que la majorité du traceur est dans l'urine, une recherche de reflux vésico-urétéral peut être réalisée. Pour cela, des images sont réalisées pendant la miction.